# Richard Barry
Richard Barry (ur. 14 sierpnia 1769 w Marylebone w Middlesex, zm. 6 marca 1793 w Folkestone w hrabstwie Kent), brytyjski arystokrata z Irlandii, hazardzista, sportowiec, entuzjasta teatru i kobieciarz. Był najstarszym synem Richarda Barry'ego, 6. hrabiego Barrymore i Amelii Stanhope, córki 2. hrabiego Harrington.
Szybko stracił ojca, który zmarł już 1 sierpnia 1773 r. Odziedziczył wtedy tytuł hrabiego Barrymore. Matka umieściła go pod opieką pastora Wargrave w Berkshire, gdzie Barrymore spędził dzieciństwo i okres dorastania. Był zapalonym sportowcem. Interesował się zwłaszcza biegami, jazdą konną, boksem i szermierką. Patronował własnemu klubowi bokserskiemu oraz posiadał stajnię koni wyścigowych. W wyścigach konnych brał udział osobiście. Jako zapalony hazardzista zwykł stawiać ogromne sumy podczas zakładów.
Jednak jego największą pasją był teatr. Barrymore zbudował teatr w Wargrave, w którym sam czasem występował. 7 czerwca 1792 r. poślubił Charlotte Goulding. Obciążony ogromnymi długami, hrabia zdecydował się wstąpić do Royal Berkshire Militia. 6 marca 1793 r., kiedy eskortował francuskich jeńców do Dover, zginął od przypadkowego wystrzału ze swojego własnego muszkietu. Jego pogrzeb odbył się 17 maja w St Mary's Church w Wargrave.
Mimo iż często zaglądało mu w oczy widmo bankructwa, Barrymore zmarł jako człowiek wypłacalny, gdyż w 1792 r. sprzedał większość swoich rodowych posiadłości w hrabstwie Cork. Zmarł bezpotomnie. Wszystkie tytuły przejął jego młodszy brat, Henry. Wraz z jego bezpotomną śmiercią (18 grudnia 1823 r. na apopleksję) wygasł tytuł hrabiego Barrymore.